# 자라 바겐크네히트
자라 바겐크네히트(독일어: Sahra Wagenknecht, 독일어 발음: [ˌzaːʁa ˈvaːɡŋ̍ˌknɛçt], 1969년 7월 16일~)는 독일의 정치인이다.

## 생애
1969년 7월 16일 동독 예나에 거주하던 이란인 아버지와 독일인 어머니 사이에서 태어났다. 동베를린으로 이주한 이후에 자유독일청년단에서 활동했고 1988년에 실시된 아비투어에 합격했다. 1989년에는 동독의 집권당이었던 독일 사회주의통일당에 합류했다가 베를린 장벽의 붕괴 이후에 민주사회당으로 자리를 옮겼다.
2009년 총선에서 좌파당 소속으로 출마하여 노르트라인베스트팔렌주 비례대표로 당선되었다. 2015년 좌파당의 원내대표로 추대되었다.
2018년 저소득·노동자층과 같은 전통적인 좌파 표심이 독일을 위한 대안으로 옮겨간 것을 되돌리기 위해 반자본주의와 반이민 가치를 동시에 표방하는 정치단체인 아우프슈테헨을 설립하였다. 2023년 방송에 출연해 반이민을 기치로 하는 신당(자라 바겐크네히트 동맹) 창당을 고민하고 있다고 밝혔다. 이에 좌파당 지도부는 연방의원직 사퇴를 촉구하였다. 그리고 탈당하여 자라 바겐크네히트 동맹(Bündnis Sahra Wagenknecht, BSW) 창당 작업에 나섰다. 좌파당은 바겐크네히트와 동료들의 탈당 이후 의석이 5%에 미달되어 독일 연방의회 교섭단체(Fraktion) 지위를 잃었다.

## 정치적 성향

### 외교
2023년 4월 21일 《워싱턴 포스트》는 유럽의 한 정보기관이 입수한 러시아 내부 문건을 확인하였다면서, 문건 내용 중에는 바겐크네히트와 독일을 위한 대안의 구성원들이 합쳐 새 정치세력을 구성하도록 러시아 당국이 유도하였다. 이에 바겐크네히트는 《워싱턴 포스트》에 독일을 위한 대안과 협력을 모색한다는 기사 내용은 사실과 전혀 다르다는 입장을 전달하였다. 

### 이민
2016년 5월 28일 '인류의 적에게 파이를(Torten für Menschenfeinde)'의 회원들은 최근 반이민 노선을 설파하는 것에 항의하기 위해 좌파당 전당대회에 참석한 바겐크네히트의 얼굴에 파이를 던졌다.

## 개인사
1997년 바겐크네히트는 랄프토마스 니마이어(Ralph-Thomas Niemeyer)와 결혼하였으며, 두 사람의 관계는 2013년까지 지속되었다. 2014년 바겐크네히트는 좌파당 의장을 지낸 오스카르 라퐁텐과 결혼하였다.